# Caspiohydrobia borealis
Caspiohydrobia borealis is een slakkensoort uit de familie van de Hydrobiidae. De wetenschappelijke naam van de soort is voor het eerst geldig gepubliceerd in 1989 door Andreeva & Frolova.